# Rosalind Miles
Rosalind Miles (tên khai sinh là Rosalind Mary Simpson) sinh ngày 6 tháng 1 năm 1943, là một tác giả người Anh.

## Cuộc đời
Rosalind Miles chào đời tại Warwickshire, là em út trong 3 chị em gái. Lên 4 tuổi, cô mắc bệnh bại liệt và phải điều trị trong vòng vài tháng. Lên 10, Cô theo học trường nữ sinh King Edward VI High School (Trường trung học vua Edward đệ tứ), tại đây, cô được trang bị kiến thức về tiếng Latin và tiếng Hy Lạp, cùng với tình yêu trọn đời cho Shakepeare. Đến năm 17 tuổi, cô được nhận vào trường St Hilda's College tạo Oxford, tại đây cô theo học Văn chương Anh, Angle-Saxon ngữ, Anh ngữ trung đại, tiếng Latin và tiếng Pháp. Tại đó, cô được trao tặng giải thường Eleanor Rooke Memorial Prize, Principal's Prize of St Hilda's College và State Studentship Award. Cô được nhận 5 văn bằng cả thảy, bao gồm một tấm bằng thạc sĩ và tiến sỹ từ viện Shakespeare tại đại học Birmingham, một tấm bằng thạc sĩ từ Centre for Mass Communication Research tại đại học Leicester.
Cùng với việc học hành, Miles làm nhiều việc khác nhau, bao gồm nhân viên bán hàng du lịch. Cô bắt đầu công việc đầu tiên của mình tại một nhà máy đồ nhựa vào năm 13 tuổi. Sau đó cô trở lên hững thú với ngành luật dẫn đến việc việc cô được chỉ định làm thẩm phán năm 26 tuổi tại tòa án tội phạm và gia đình tại Warwickshire, và sau đó là thẩm phán tại tòa án cấp cao Coventry. Cô làm thẩm phán trong 10 năm. Miles cũng làm việc với nhiều cơ quan chính phủ và công tác tại các ủy ban cố vấn.
Ngoài là một người viết tiểu thuyết, cô còn là một nhà báo và làm phát thanh truyền hình. Cô bắt đầu sự nghiệp truyền hình của mình trên BBC và giờ sau đó trở thành một bình luận viên thường xuyên tại đây. Cô cũng làm phát thanh trên sóng radio Canada cũng như các đài radio địa phương khác. Cô cũng xuất hiện trên truyền hình với tư cách một nhà sử học, một bình luận viên trên CNN, PBS, CBS. Với tư cách nhà báo, các bài viết của cô xuất hiện trên nhiều báo lớn của các nước nói tiếng Anh, như The Washington Post. Cô cũng đóng góp tích cực cho nhiều tạp chí như Working Woman UK, Prospect và Cosmopolitan.
Cô kết hôn với một nhà sử học tên Robin Cross và có hai con.

## Tác phẩm văn học
Cô xuất bản 23 tác phẩm gồm các sáng tác giả tưởng và phi giả tưởng. Khán giả Việt Nam biết đến Rosalind Miles nhiều nhất thông qua bộ phim Trở về Eden của Australia được chuyển thể từ tiểu thuyết cùng tên của bà. Bộ phim được quay năm 1983 và 1986 và được chiếu ở Việt Nam những năm 90. Cuốn tiểu thuyết Trở về Eden cũng đã được dịch và xuất bản tại Việt Nam.

### Sáng tác phi giả tưởng (Non-fiction)
- The Fiction of Sex: Themes and Functions of Sex Difference in the Modern Novel
- The Problem of Measure for Measure
- Ben Jonson: His Life and Work
- Ben Jonson: His Craft and Art
- The Female Form: Women Writers and the Conquest of the Novel
- Danger! Men At Work
- Modest Proposals
- Women and Power
- The Women's History of the World (US: Who Cooked the Last Supper)
- The Rites of Man: Love, Sex and Death in the Making of the Male (US: Love, Sex and Death and the Making of the Male) (1991)
- The Children We Deserve: Love and Hate in the Making of the Family

Viết cùng Robin Cross:
- Hell Hath No Fury: True Stories of Women at War from Antiquity to Iraq
- Warrior Women: 3000 Years of Courage and Heroism

### Sáng tác giả tưởng[4]
- Return to Eden (Trở về Eden)
- Bitter Legacy
- Prodigal Sins
- Act of Passion
- I, Elizabeth: the Word of a Queen Reader's Guide
- The Guenevere trilogy: Reader's Guide
  - Guenevere, Queen of the Summer Country
  - The Knight of the Sacred Lake
  - The Child of the Holy Grail
- The Isolde trilogy:
  - The Queen of the Western Isle
  - The Maid of the White Hands
  - The Lady of the Sea